# Nyodes makokoui
Nyodes makokoui là một loài bướm đêm trong họ Noctuidae.